# Ma'ale Adumim
Maale Adumim (en hebreo: מַעֲלֵה אֲדֻמִּים) es un asentamiento israelí en la Gobernación de Jerusalén, Cisjordania (Palestina). Está ubicado al este de Jerusalén, al filo del desierto de Judea, a 4,5 km al este de la Línea Verde. Según el sistema administrativo israelí en los territorios ocupados, tiene la consideración de ciudad en el Área de Judea y Samaria. Se encuentra dentro de los límites del Concejo Regional Gush Etzion, pero tiene su propio alcalde y es una municipalidad independiente del Concejo Regional desde que obtuvo estatus de ciudad, en el año 1991. Tras su fundación en 1975 como un asentamiento de trabajadores, su población en 2015 se elevaba a 37.670 habitantes.
La comunidad internacional considera que los asentamientos israelíes en la Cisjordania ocupada son ilegales según el derecho internacional, en tanto que suponen una violación de la Cuarta Convención de Ginebra, pero el gobierno israelí no está de acuerdo con esta afirmación.

## Toponimia
El nombre de la ciudad "Ma'ale Adumim" fue tomado de Josué 15: 7 y Josué 18:17:  El límite [de la tribu de Judá] ascendió del valle de Achor a Debir y se volvió hacia el norte a Guilgal, la subida de Adumim, que está al sur del wadi. Literalmente "ascenso del rojo", toma su nombre de la roca roja que cubre la subida del mar muerto.

## Historia
Ma'ale Adumim era originalmente un puesto avanzado de la Brigada Nahal. Fue diseñado como una comunidad planificada y una ciudad de cercanías suburbanas para Jerusalén, a la cual muchos residentes se desplazan a diario. A principios de los años setenta, el gobierno laborista de Israel discutió un plan para expandir los límites de Jerusalén hacia el este mediante la fundación de una zona industrial y una aldea de trabajadores en la carretera de Jericó. En el invierno de 1975, en la séptima noche de la festividad de Janucá, un grupo de la organización de colonos Gush Emunim, de 23 familias y seis solteros, erigieron una estructura de hormigón prefabricado y dos chozas de madera en el sitio ahora conocido como "Círculo del Fundador" en Mishor Adumim. El grupo fue desalojado varias veces. En 1977, después de que Menájem Beguín asumiera el cargo, se le concedió el estatus oficial de población permanente a Maale Adumim.
La principal urbanista fue la arquitecta Rachel Walden. En marzo de 1979, Maale Adumim alcanzó el estatus de concejo local. El plan urbano de Maale Adumim, finalizado en 1983, abarca un total de 35 kilómetros cuadrados (14 millas cuadradas), de los cuales se han construido hasta ahora 3,7 kilómetros cuadrados (1,43 millas cuadradas), en un bloque que incluye Maale Adumim, Mishor Adumim, Kfar Adumim y Allon.

## Geografía
La ciudad está rodeada por sus cuatro lados por el desierto de Judea y está unida a Jerusalén y el área metropolitana de Tel Aviv a través de la carretera 1. Debido a su ubicación estratégica entre el norte y el sur de Cisjordania, y a su posible anexión a Israel, los palestinos y los críticos con la política territorial israelí la ven como un amenaza a la continuidad territorial de un futuro Estado de Palestina en la región, y un obstáculo a la solución de dos Estados. La Unión Europea y Estados Unidos consideran que el proyecto E1, que preve extender los asentamientos para unir Ma'ale Adumim y Jerusalén es una línea roja que Israel no debe traspasar para evitar poner en peligro una salida negociada. Esta afirmación es disputada por el alcalde Benny Kashriel, quien afirma que la continuidad se lograría rodeando Ma'ale Adumim al este. Los conductores israelíes utilizan una carretera de circunvalación que sale de la ciudad hacia el oeste, entrando en Jerusalén a través de la ensambladura de la Colina Francesa o un túnel que va bajo el Monte Scopus. Estas rutas fueron construidas a raíz de la Primera y Segunda Intifadas, cuando los milicianos palestinos disparaban contra los conductores y los coches eran apedreados con el objetivo de asesinar a sus tripulantes. El camino anterior pasaba a través de al-Eizariya y Abu Dis.
En agosto de 2025, el ministro de Finanzas Bezalel Smotrich, líder del Partido Sionista Religioso, anunció un plan de ampliación de Ma'ale Adumim para unirlo al área de E1, con el apoyo de su gobierno. El proyecto partiría Cisjordania en dos partes, haciendo imposible la existencia de un Estado palestino. Smotrich declaró en una rueda de prensa que «Esta realidad entierra definitivamente la idea de un Estado palestino, porque no hay nada que reconocer ni nadie a quien reconocer», en alusión a las intenciones de Francia, el Reino Unido y Canadá de reconocer un Estado palestino.
El 14 de agosto de 2025, el Departamento de Estado de la administración Trump de los Estados Unidos respaldó la construcción de viviendas en la zona conocida como E1, entre Jerusalén y Ma'ale Adumim, dando así un «cambio de 180 grados en comparación con las declaraciones de administraciones estadounidenses anteriores, que advirtieron contra la construcción y dictaminaron que socava la idea de dos Estados». El plan prevé que el barrio Tzipor Midbar de Ma’ale Adumim reciba 3.515 viviendas adicionales, lo que elevaría el total a 6.916 nuevas unidades. Se duplicaría la población de la ciudad, con aproximadamente 35.000 nuevos residentes.
El proyecto fue condenado por oficiales del gobierno de Palestina, organizaciones de derechos humanos y países árabes como Catar y Egipto. Un portavoz de las Naciones Unidas pidió a Israel que abandonara el proyecto, recordando que los asentamientos en territorios ocupados son ilegales.

## Economía
Muchos habitantes de Maaleh Adumim trabajan en Jerusalén. Otros trabajan en Mishor Adumim, el parque industrial de Ma'ale Adumim, que se encuentra en el camino hacia el Mar Muerto, a unos diez minutos de Jerusalén. La zona industrial alberga 220 negocios, entre ellos plantas textiles, garajes, fabricantes de alimentos, fábricas de aluminio y metales, y empresas de impresión.

## Demografía
En 2004, más del setenta por ciento de los residentes eran seculares. Según el portavoz municipal, la abrumadora mayoría de ellos se trasladó a la ciudad no por razones ideológicas, sino por viviendas de bajo costo y mayores niveles de vida. En 2004, el 48 por ciento de los residentes eran menores de 18 años. La tasa de desempleo de Ma'ale Adumim fue del 2,1 por ciento, muy por debajo del promedio nacional.

## Arqueología
El monasterio bizantino de Martyrius, que en su día fue el centro monástico más importante en el desierto de Judea durante la era cristiana temprana, se encuentra en Ma'ale Adumim. Otros sitios arqueológicos en las afueras de Ma'ale Adumim incluyen el Khan el-Hatruri, también conocido como la Posada del Buen Samaritano (citado en una parábola de Jesús, en Lucas 10: 30-37),  y los restos del Monasterio de San Eutimio, construido en el siglo V y destruido por el sultán mameluco Baibars.